# Kickxia spuria subsp. spuria
Kickxia spuria subsp. spuria é uma subespécie de planta angiosperma pertencente à família Scrophulariaceae.

## Portugal
Trata-se de uma subespécie presente em território português, especificamente no Arquipélago dos Açores. Sendo sua origem localizada na mesma região.

## Protecção
Não se encontra protegida por legislação portuguesa ou da Comunidade Europeia.